# Valle de Abdalajís
Valle de Abdalajís è un comune spagnolo di 2 972 abitanti situato nella comunità autonoma dell'Andalusia, provincia di Malaga. Si trova ai piedi di Sierra Huma e riceve una grande quantità d'acqua che gronda della montagna.
In 2005 per colpa della costruzione della ferrovia per il treno d'alta velocità spagnolo AVE furono perforati i manantiali perdendosi un'importante quantità dell'acqua del municipio causando una vera catastrofe naturale.
Turismo e sport
La sua strana orografia fa del Valle de Abdalajís una zona molto buona per la pratica di sport come parapendio, deltaplano o arrampicata e altre meno rischiosi come trekking, bicicletta o cavallo. Come dice lo slogan locale "un posto da perdersi".